# جورج غريفين
جورج غريفين (بالإنجليزية: George Griffin)‏ هو محامي أمريكي، ولد في 14 يناير 1778، وتوفي في 6 مايو 1860.